# Scotiomyia singaporensis
Scotiomyia singaporensis är en tvåvingeart som beskrevs av Neal L. Evenhuis och Patrick Grootaert 2002. Scotiomyia singaporensis ingår i släktet Scotiomyia och familjen styltflugor.
Artens utbredningsområde är Singapore. Inga underarter finns listade i Catalogue of Life.